# Strömsunds Golfklubb
Strömsunds Golfklubb är en golfklubb i norra Jämtland.
Klubben, som bildades 2003, hade sin niohålsbana klar 2007. Banan ligger alldeles intill Europaväg 45, bakom campingen vid södra infarten till Strömsund. Banan har konstgräsgreener, som dämpar effekten av det norrländska klimatet på spelbarheten. Banan är utlagd i ett tallskogslandskap där golfhålen formats av den omgivande naturen. Dessutom finns en range och ett övningsområde som är öppet för alla.
Alldeles intill banan ligger Strömsunds camping, en fyrstjärnig camping med friluftsbad. Från första tee är det 60 meter till närmaste campingstuga. Ett lågprisvaruhus, ett bilvaruhus och en bensinstation med livsmedel ligger också i närheten.